# Rosario Priore
Rosario Priore (Salerno, 23 settembre 1939) è un magistrato italiano.

## Biografia
Rosario Priore dà l'avvio alla carriera di prefettura nell'agosto 1964.
Entrato in magistratura il 5 aprile 1965, viene nominato magistrato di tribunale il 5 aprile 1970, magistrato di Appello il 5 aprile 1978, magistrato di Cassazione il 5 aprile 1985, presidente di Cassazione il 5 aprile 1993.
Il 26 ottobre 1989 viene nominato sostituto procuratore generale presso la Corte d'appello di Roma, ed il 27 ottobre 1989 subentra nel ruolo di magistrato coordinatore dell'ufficio istruzione stralcio, per la prosecuzione di una serie di procedimenti, la cui istruzione, secondo il codice del 1930, era stata prorogata.
Ha esercitato funzioni di sostituto procuratore, pretore, giudice Istruttore, giudice per le indagini preliminari e giudice dell'udienza preliminare.
È stato tra i promotori e gli organizzatori di quel coordinamento tra uffici inquirenti che prese le mosse subito dopo il sequestro e l'omicidio dell'onorevole Aldo Moro nella primavera del 1978, con colleghi delle procure e degli uffici d'istruzione delle città più colpite dal fenomeno terroristico, e si realizzò in periodici incontri e riunioni tra rappresentanti di tutti gli Uffici sopra menzionati (anche ogni 15-20 giorni nei periodi di maggiore intensità del fenomeno) in Roma ed in altri capoluoghi di regione. In questi coordinamenti si esaminavano le evoluzioni del fenomeno nelle diverse regioni d'Italia e gli sviluppi processuali delle singole inchieste; si provvedeva agli scambi dei verbali; si determinavano i calendari degli interrogatori e degli altri atti; si coordinavano le perizie; si delimitavano le competenze specie per le imputazioni di delitti associativi, cosicché tra i vari Uffici procedenti per fatti di terrorismo non si è mai verificato alcun conflitto; si redigevano programmi dei rinvii e dei dibattimenti. Tali coordinamenti ebbero dapprima ad oggetto le Brigate Rosse, poi le altre organizzazioni di sinistra, quindi quelle di destra. A questa fase dedicata al terrorismo interno che durò dal 1978 al 1985 ne seguì, a partire da quell'anno sino al 1988, una seconda dedicata al terrorismo internazionale, ed una terza dedicata alle stragi.
È stato tra i promotori e gli organizzatori di meccanismi similari a livello internazionale, mediante l'uso di commissioni rogatorie dirette a norma della convenzione di Strasburgo sul piano europeo, per indagini sulle organizzazioni terroristiche internazionali: commissioni rogatorie che hanno consentito incontri con le magistrature francese g(Procura e Ufficio Istruzione di Parigi per gli affari concernenti il terrorismo e la sicurezza dello Stato), tedesca (procura generale di Karlsruhe), spagnola (Audiencia Nacional), svizzera, greca, egiziana (procura generale per la sicurezza dello Stato), svedese, bulgara, turca, israeliana, e da ultimo, prima dell'entrata in vigore del codice del 1988, negli Stati Uniti con la magistratura statunitense da una parte, e quella francese, tedesca ed italiana dall'altra. Ha stabilito un contatto proficuo con la Procura Generale Militare della Federazione Russa per i procedimenti sull'attentato al Papa e per la strage di Ustica. Quanto al primo procedimento ha instaurato un canale con la procura di Berlino per l'accesso tramite la Gauck Organization ai documenti dell'ex Stasi. Oggetto di tali riunioni le maggiori formazioni di criminalità organizzata politica e le serie di attentati da esse perpetrati oltre che i movimenti a livello internazionale degli appartenenti, degli armamenti, delle finanze di queste organizzazioni e i collegamenti con quelle di criminalità organizzata comune.
È stato tra i promotori e gli organizzatori di una serie di incontri, durante il periodo del terrorismo interno ed internazionale, tra le varie forze di Polizia Giudiziaria, in particolare Carabinieri, Polizia di Stato e Guardia di Finanza, incontri in parallelo o immediatamente seguenti i coordinamenti periodici sopra specificati. Ha coordinato l'Ufficio Istruzione Stralcio, curando in particolare la riassegnazione di oltre 3.000 processi da 32 Giudici istruttori a 7 Giudici per le indagini preliminari che conservavano le funzioni istruttorie del codice abrogato.
Ha istituito presso il proprio Ufficio, in occasione e per le finalità dell'inchiesta sulla strage di Ustica, tre reparti di Ufficiali di P.G., dell'Arma dei Carabinieri, della Polizia di Stato e della Guardia di Finanza (complessivamente circa venticinque persone), che hanno lavorato alle immediate dipendenze dell'inquirente ed hanno prodotto dall'agosto del 1990 3.681 rapporti, hanno escusso a sommarie informazioni 3 050 persone, hanno eseguito 576 decreti di esibizione, 411 decreti di sequestro e quasi altrettante perquisizioni, oltre ad aver fornito ausilio in 138 commissioni rogatorie internazionali e in circa 400 missioni in Italia. Procedimento, che ha raggiunto il numero di 1.600.000 fogli; nel quale sono state compiute 120 perizie e consulenze di parte; nel quale sono state richieste le 138 rogatorie di cui sopra; nel quale oltre 80% degli atti a contenuto tecnico-scientifico è in lingua inglese e la maggior parte delle riunioni peritali, essendo molti dei periti stranieri anglofoni, si sono tenute in inglese. Come in tale lingua si sono tenuti gli incontri con la NATO a Bruxelles e Glons per le necessità di indagini radaristiche.
Possiede per le ragioni sopra dette, una ottima conoscenza della lingua inglese, come di quella francese; ha una conoscenza scolastica dell'arabo e del farsi, conoscenza di non difficile approfondimento e comunque di utilità per la lettura di documentazione in queste lingue. Possiede - sempre per le ragioni sopra dette - conoscenza delle normative internazionale ed interne della maggior parte degli Stati Europei, degli Stati Uniti d'America, di Turchia, Israele ed Egitto, rogati per necessità delle inchieste sul terrorismo, specie internazionale, sull'attentato al Sommo Pontefice, sulla strage di Ustica.
Ha compiuto le indagini preliminari relative alle organizzazioni di criminalità comune e politica di seguito elencate (a parte le associazioni sovversive e le bande armate tra il 1973 e il 1978, i processi Moro sino al quater compreso; l'attentato al Papa bis e ter); la strage di Ustica; le stragi di matrice mediorientale (Fiumicino 1973 e 1985; via Veneto 1 e 2; via Bissolati e piazza Verdi):
- Brigate Rosse;
- Brigate Rosse per la costruzione del Partito Comunista Combattente;
- Unione dei Comunisti Combattenti;
- Guerriglia metropolitana per il Comunismo;
- Partito Comunista Rivoluzionario;
- Autonomia Operaia Organizzata;
- Nuclei Armati Rivoluzionari;
- Viva il Comunismo;
- Avanguardia Comunista;
- Forze Armate Comuniste;
- Unità Comuniste Combattenti;
- Unità Comunisti rivoluzionari o CO CO RI;
- Primi Fuochi di Guerriglia;
- Prima Linea;
- Guerriglia Comunista;
- Movimento Comunista Rivoluzionario o MCR;
- Metropolis;
- Proletari in divisa o PID;
- Indagini sulla penetrazione BR nel Ministero di grazia e Giustizia;
- Rote Armee Fraktion o RAF;
- Napap;
- Action Directe;
- Grapo;
- Eta;
- Fatah - Consiglio Rivoluzionario (con scoperte di arsenali, dalla Svezia al Pakistan);
- Fazione Armata Rivoluzionaria Libanese o FARL;
- Amal;
- Jihad Islamica;
- Forza 17 di Fatah;
- 15 maggio;
- PFLP-GC;
- FLP;
- Lupi Grigi;
- Armata Rossa Giapponese;
- Loggia massonica P2;
- Altre minori.

Oltre che nei procedimenti sopra menzionati, ha seguito più istruttorie per gravi fatti di violazione del segreto di Stato e per vicende di deviazione dei servizi di Informazione. In particolare nei procedimenti per l'attentato al Sommo pontefice e per quello relativo alla strage di Ustica si sono posti e risolti con la collaborazione di istituti di altri Paesi questioni attinenti a Servizi e Segreti di altri Stati e a Segreti sovranazionali in specie dell'Alleanza Atlantica.
Tutte le istruttorie hanno avuto rilevanti conferme dibattimentali sia in primo grado, che in Appello e Cassazione (tra le altre quelle relative ai cd Processi Moro 1, 2, ter e quater; UCC; Prima Linea; Guerriglia Comunista e MCR e tutti i processi di terrorismo mediorientale, tra cui le due stragi all'aeroporto di Fiumicino del 1973 e del 1985, attentati a linee aeree, all'Ambasciata USA, all'Ambasciatore di Giordania, il sequestro Vanunu, le esecuzioni di oppositori al regime libico). Ad eccezione della pluriennale istruttoria per l'Attentato al Sommo Pontefice Giovanni Paolo II, che si è chiusa, per le note vicende, con sentenza di non doversi procedere.
Le organizzazioni sopra indicate non hanno dato più segni di vita per oltre un decennio.
Ha fatto parte delle seguenti Commissioni:
- Commissione per l'attuazione del settore penale presso il Ministero di Grazia e Giustizia;
- Commissione di esperti di problemi della droga presso il Ministero degli Affari Esteri;
- Comitato Italia - Stati Uniti d'America per la Criminalità organizzata presso il Ministero dell'Interno;
- Commissione di studi presso le Comunità Europee;
- Commissione di indagine sulla criminalità organizzata e il terrorismo presso la Regione Lazio;
- Commissione di studio presso la Segreteria di Stato USA;
- Corsi di studio presso l'FBI, USA;
- Comitato ad hoc presso la NATO per documentazione classificata su NADGE.

Ha collaborato con la Commissione Parlamentare per le stragi e il terrorismo, Presidenti Libero Gualtieri e Giovanni Pellegrino. Direttore della rivista di politica e giustizia Dike, è stato nominato nell'ottobre 2001 Capo Dipartimento presso il Ministero della Giustizia, ove ha prestato servizio fino al gennaio 2007. Ha pubblicato più articoli specie su questioni di terrorismo internazionale e intelligence, intervenendo in numerosi convegni su diritto, politica, storia ed economia. La sentenza emessa sull'attentato al Papa è stata pubblicata come volume dal medesimo titolo, per i tipi della casa editrice Kaos.
Ha pubblicato, con il professor Lavanco dell'università di Palermo, una ricerca sulla criminalità minorile.
È presidente del Comitato Scientifico del Convegno "Le Politiche per la Cooperazione e la Sicurezza nell'Area Adriatica". È membro dell'Associazione Culturale Niccolò Machiavelli, di studi di geopolitica, nonché membro e titolare di carica sociale nell'associazione Culturale di Studi Leopardiani.
Ha pubblicato il libro-intervista Intrigo internazionale, con intervistatore il giornalista Giovanni Fasanella sulle connessioni internazionali del terrorismo; per i tipi della casa editrice Chiarelettere, 2010. Nel testo, il magistrato racconta le sue verità indicibili sulla più recente storia italiana, e il ruolo centrale ricoperto dell'Italia sullo scacchiere geopolitico, soprattutto nell'area mediterranea.

## Opere
- Adolescenti e criminali. Minori e organizzazioni mafiose. Analisi del fenomeno e ipotesi di intervento. Una ricerca realizzata dall'Istituto centrale di formazione del personale della giustizia minorile, a cura di e con Gioacchino Lavanco, Milano, F. Angeli, 2007. ISBN 978-88-464-8579-3.
- Intrigo internazionale. [Perché la guerra in Italia. Le verità che non si sono mai potute dire], con Giovanni Fasanella, Milano, Chiarelettere, 2010. ISBN 978-88-6190-003-5.
- Chi manovrava le Brigate Rosse? Storia e misteri dell'Hyperion di Parigi, scuola di lingue e centrale del terrorismo internazionale, con Silvano De Prospo, Milano, Ponte alle Grazie, 2011. ISBN 978-88-6220-174-2.
- La strage dimenticata. Fiumicino, 17 dicembre 1973, con Gabriele Paradisi, Reggio Emilia, Imprimatur, 2015, ISBN 978-88-6830-132-3.
- I segreti di Bologna. La verità sull'atto terroristico più grave della storia italiana, con Valerio Cutonilli, Milano, Chiarelettere, 2016. ISBN 978-88-6190-788-1.